# Église Sainte-Marie du Mercadal
Pour les articles homonymes, voir église Sainte-Marie.
L'église Sainte-Marie du Mercadal, ou église Notre-Dame de l'Assomption, est une église de style roman située à Castelnou, dans le département français des Pyrénées-Orientales.

## Historique
Mentionnée pour la première fois dans les textes de 1355, puis de 1384 et 1409 sous le nom de  Santa-Maria del Mercadal, ce qui signifie le marché. Malgré l'absence de mentions antérieures eu XIVe siècle, cette église est vraisemblablement plus ancienne XIIe siècle.
Elle a fait l'objet de quelques adjonctions au XVIIIe siècle : construction d'une sacristie et du clocher.
Située en dehors de l'enceinte fortifiée du village, elle doit son nom au marché qui se tenait à proximité.   

## Description
C'est une église romane à nef unique et abside semi-circulaire. Elle est pourvue d'un portail ouvrant sur le midi, selon l'usage du pays dont les vantaux de chêne comportant des traces anciennes de peinture brun rouge ornés d'une armature de pentures romanes à volutes cannelées opposées, traditionnelles dans le Roussillon. Elles sont ornées de motifs gravés au ciseau à chaud (feuilles, dents de loup) datant des origines de l'édifice. Le portail a un linteau et un tympan nu, surmontés de deux voussures en plein cintre, dont les claveaux et les piédroits furent taillés dans une roche dont la coloration varie entre le brun-rose, et verdâtre, produisant le plus bel effet. Ce même type de roche fut utilisé pour habiller les angles de l'édifice, ainsi que pour la fenêtre absidiale à double ébrasement.

## Clocher
Son clocher carré fut édifié eu XVIIe siècle ou XVIIIe siècle sur la voûte de la nef, du côté de l'occident

## Mobilier
Le mobilier intérieur date de l'époque baroque, dont :
- Maître-autel garni d'un baldaquin à colonnes XVIIIe siècle. La statue moderne de la Vierge est entourée de celles de saint Roch, et saint Joseph
- Trois chapelles latérales sont creusées dans le mur:
  - Première chapelle à droite du maître-autel : un autel de la Sanch, montre un Christ en croix et une Piéta de style très populaire.
  - Seconde chapelle à gauche : un retable daté du XVIIe siècle, modifié et surélevé au XIXe siècle dédié à un saint évêque et comporte deux peintures plus récentes représentant saint Dominique et saint Joseph. La partie basse qui est moderne reçoit une Vierge à l'Enfant, entourée des statues de saint Gaudérique et saint Jacques.
  - Troisième chapelle : garnie d'un retable à colonnes torses, dont le fût se contourne en plusieurs spirales, comme une vis, daté de la fin du XVIIe siècle, et dont la peinture fut entièrement refaite. Une statue de la Vierge à l'Enfant est encadrée de saint Antoine de Padoue et de saint François-Xavier[3].

## Monument historique
L'église est inscrite au titre des monuments historiques par arrêté du 22 novembre 1972.